# ウルトラマンのTVゲーム大冒険
『ウルトラマンのTVゲーム大冒険』（ウルトラマンのテレビゲームだいぼうけん）は、1992年に科学技術庁の協力で円谷プロダクションが製作したビデオ作品。1992年3月にテレビ東京で放送。

## ストーリー
ウルトラマンとTVゲームの中に発生したバグとの戦いを通して、コンピュータの構造や歴史などを学んでいく。

## 登場人物
ウルトラマン
演 - 三宅敏夫
スーパーファミコンソフト『ウルトラマン』から等身大で出現した光の国の戦士。今作ではカラータイマーは緑色に光っている。子供たちに言葉が通じないためパソコン（PC-9801RX）を使い子供たちに協力を求める。コンピュータの歴史を子供たちと学んだ後に、ファミコンワールドに入りバグを倒し子供を助けるもゲーム内で倒れる。
子供たち
演 - 猪瀬将人、伊藤愛、佐々木卓馬
スーパーファミコンで遊んでいた子供達。1人はバグに攫われたため、残された2人はウルトラマンと協力して助けようとする。
まおうバグ
第四世代の魔王。1人の子供をさらう。
ナレーター
声 - 浦野光、生野文治

## スタッフ
- 企画 - 科学技術庁
- 操演 - 小峰美代子
- 協力 - 任天堂、バンダイ、ベック、シャープ、国立科学博物館、日本アイ・ビー・エム、平山文昭、円谷プロダクション
- 構成・演出 - 宇杉公一
- 製作協力 - フォックス・21
- 製作 - テレビ東京、読売広告社